# Побиття камінням

Карта світу, де вказані країни де публічна страта побиттям камінням є судовим або позасудовим покаранням

Побиття́ камі́нням (лат. lapidatio — лапідація) — вид смертної кари, що походить ще від давніх юдеїв та греків.

## Опис
Після відповідного рішення уповноваженого юридичного органу (царя або суду) збирався натовп громадян. Вони убивали засудженого киданням в нього важких каменів, брил.

## У єврейському праві
До побиття камінням присуджували лише за ті 18 видів злочинів, за які Біблія прямо вказує подібну страту. Тим не менше, у Талмуді закидання камінням було замінене скиданням засудженого на каміння. Згідно з Талмудом, засудженого слід скидати з такої висоти, щоб смерть наступила миттєво, але його тіло при цьому не було спотворене.
Побиття камінням проходило так: приреченого на смерть поїли відваром із наркотичних трав як знеболювальним, після чого його скидали із скелі, і, якщо він ще не помер, скидали на нього одну велику брилу.
Побиттю камінням піддався першомученик святий Стефан (див. Діяння святих апостолів).
В цілому законовчителі Талмуду негативно ставилися до смертної кари. У Мішні сказано:

| «Синедріон, що засуджує на смерть раз у сім років є кровожерним; реббі Елазар бен Азарія каже: „Навіть раз в 70 років“; реббі Тарфон і реббі Аківа сказали: „Якщо б ми засідали у Синедріоні, смертні вироки ніколи не з'являлися б на світ" а раббан Шим‘он бен Гамліель сказав: „Якщо так, вони б примножили кількість вбивць у середовищі Ізраїлю“». |
Законовчителі Талмуду встановили, що із зруйнуванням Храму Синедріон втратив право присуджувати до смертної кари.

## В ісламському праві
Стаття 119 Ісламського кримінального кодексу Ірану (Ходоуд і Кісас) говорить:

| «При покаранні у вигляді закидання камінням до смерті камені не повинні бути надто великими, щоби засуджений не помирав від одного або двох ударів; вони також не повинні бути і настільки малими, щоб їх не можна було назвати каменями». |
Побиття камінням може бути використане згідно з шаріатом за перелюб, якщо той, хто вчинив або вчинила перелюб є в шлюбі. Але при цьому обговорюються умови, котрі роблять застосування смертної кари майже неможливим на практиці. Перелюб безпосередньо повинні спостерігати як мінімум чотири людини, що володіють чистою репутацією та користуються заслуженим авторитетом. Тобто, не приймаються свідчення тих людей, які вже брехали на суді; інших ненадійних осіб. Якщо будуть розбіжності у свідченнях, усі свідки будуть піддані фізичному покаранню. Будь-який вагомий сумнів скасовує покарання. Зазвичай, засудженого до смерті закопують по коліна в землю і обертають в покривало. Камені не повинні бути більшими за кулак, щоб жертва не сконала «надто швидко».

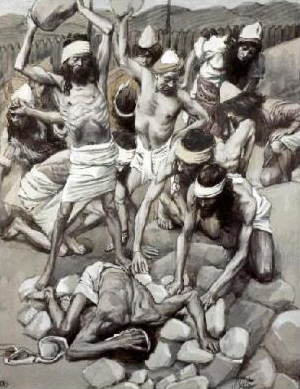
Картина, що зображає побиття камінням

Смерть найчастіше приходить від пошкодження мозку, оскільки вибираються камені такої величини, щоб вони не могли ламати кістки. Така страта дуже болісна, бо людина може виносити удари, не втрачаючи свідомості. В Ірані, наприклад, спеціально регламентується таке виконання страти, яке виключає швидку смерть засудженого.

## Сучасний стан
В наш час побиття камінням застосовується в деяких мусульманських країнах. На 1 січня 1989 року побиття камінням зберігалося в законодавстві шести країн світу. В доповіді «Міжнародної амністії» наводиться розповідь очевидця про подібну страту, що відбулася в Ірані:

| «Біля пустиря із вантажівки висипали велику кількість каменів і гальки, потім привели двох жінок, що були одягнуті в біле; на головах у них були мішки… На них обрушився град каміння, від якого мішки почервоніли… Поранені жінки впали, і тоді охоронці пробили їм голови лопатами, щоб остаточно вбити»[5]. |
Ряд ЗМІ повідомляв про страту в Сомалі 27 жовтня 2008 року дівчинки-підлітка за рішенням суду після того, як по дорозі із рідного міста Кісмайо до родичів у Могадишо її імовірно зґвалтували троє чоловіків. Згідно з Amnesty International, засудженій було всього тринадцять років. В той же час канал BBC відзначав, що присутні при виконанні вироку журналісти оцінили її вік у 23 роки, а засудження 13-річної дівчинки за перелюб суперечило б нормам ісламського права.